# I, (Annoyed Grunt)-Bot
I, D'oh-bot, titulado Yo, Jo-bot en España y Yo, robot en Hispanoamérica, es el noveno episodio de la decimoquinta temporada de la serie animada Los Simpson, emitido originalmente el 11 de enero de 2004. El episodio fue escrito por Dan Greaney y Alen Glazier, y dirigido por Lauren MacMullan.

## Sinopsis
Bart se siente humillado por Kearney, Dolph y Jimbo, debido a que se burlaban de su bicicleta vieja, por lo que le pide a Homer una nueva. El patriarca se nega y le plantea que sólo le comprará una bicicleta nueva cuando la vieja se extravíe o se rompa. Bart planea arrojar la bicicleta a la calle pero el vehículo del Doctor Hibbert no sólo atropella la bicicleta de Bart, sino también a Snowball II.
Bart obtiene su nueva bicicleta, pero esta debe ser armada manualmente, tarea que Homer cumple. A la mañana siguiente, cuando Bart se sube en ella, se desarma poco a poco, lo que causa la decepción de padre e hijo.
Mientras tanto, Lisa junto a Marge adoptan en el refugio de animales un gato: Snowball III, pero este muere ahogado al intentar capturar unos de los peces de la pecera de Los Simpson. Luego de este incidente, Lisa adopta otro gato: Coltrane, pero cuando la niña toca una canción de su homólogo jazzista, este se asusta y salta por la ventana del refugio muriendo en el acto. Tras esto la encargada del lugar prohíbe a Lisa regresar ya que considera que los animales estarían más seguros ahí que en la casa de la familia.
Homer, por su parte, trataba de recuperar la confianza de su hijo construyendo un robot para el torneo de batallas robóticas, pero al fracasar luego de varias horas, no le queda más remedio que disfrazarse de robot y pelear todos los combates. Pese a todo, Bart logra ganar todos los combates con "su robot" y llegar hasta la final a la vez que se restauraba la relación entre ambos.
Una tarde, la loca de los gatos le da a Lisa uno de sus gatos. La niña se muestra escéptica con el animal, ya que según ella todas sus mascotas morían. El gato, al cruzar la calle evade el accidente que provoca Gil Gunderson al estrellar su auto contra un árbol. Lisa lo toma como una señal de buena suerte así que decide adoptar al gato y rebautizarlo como Snowball II, fingiendo que nada de eso había pasado. El Director Skinner le dice que eso es hacer trampa, a lo que Lisa responde: "Tiene razón, director Tamzarian".
Mientras tanto, Homer disputa la última batalla del campeonato contra un colosal robot fabricado por el Profesor Frink, que nunca había perdido una batalla. Al estar perdiendo, Bart decide revisar al robot, creyendo que está averiado. Al abrir el compartimento descubre que el robot en realidad es su padre. Homer se siente avergonzado por eso, y piensa que su hijo está enojado con él, a lo que Bart responde de forma contraria, alegrándose porque su padre había arriesgado su vida por cumplir los deseos de su hijo. Acto seguido comienza el tercer tiempo y Homer es obligado a volver al campo de batalla. El robot del profesor Frink derrota a Homer, y cuando está por destruirlo, todo el mundo nota al patriarca dentro del robot. Al darse cuenta de esto, el público se marcha enojado del estadio y el robot del profesor Frink rechaza seguir peleando y sirve a Homer un martini, ya que estaba programado para seguir las tres leyes de la robótica.